# Dent de Tsalion
Dent de Tsalion är en bergstopp i Schweiz.   Den ligger i distriktet Hérens och kantonen Valais, i den södra delen av landet, 100 km söder om huvudstaden Bern. Toppen på Dent de Tsalion är 3 589 meter över havet.
Terrängen runt Dent de Tsalion är huvudsakligen bergig. Runt Dent de Tsalion är det mycket glesbefolkat, med 2 invånare per kvadratkilometer.. Närmaste större samhälle är Zermatt, 17,4 km öster om Dent de Tsalion. 
Trakten runt Dent de Tsalion består i huvudsak av gräsmarker.